# 사이: 여우비 내리다
《사이:여우비 내리다》는 2014년에 만든 대한민국 웹드라마다.

## 캐스팅
- 하연수 : 유리 역
- 연제욱 : 연수 역

## 줄거리
어느 한적한 골목길 모퉁이에 작은 커피집이 있다. 한적하지만 나름 손님이 온다. 특히 날씨가 좋은날에는 손님이 붐비기도 한다. 연수는 이 작은 커피집을 운영한다. 연수가 골목길을 청소하던 이른아침 바위틈사이에서 난 양지꽃을 발견한다. 그리고 이날 유리와 우연한 만남을 갖게되고 자판장사를 하던 유리는 연수에게 가게앞에서 장사를 할 수 있게 부탁을 한다. 유리에게 한눈에 반한 연수는 이를 흔쾌히 수락한다. 그리고 연수는 유리에게 점점 더 빠져들게 된다. 그리고 자판 앞에 나타난 한남자. 어리고 잘생긴 이 남자와 유리와 함께 행복해하는 모습을 발견한 연수. 연수는 어려보이는 무리와 점점 알듯 모를듯 신경전을 하기 시작하게 된다. 하지만 신경전을 넘어 무리와 친해지는 계기가 되고 점점 유리를 좋아하는 감정을 접으려 하기로 맘을 먹는데......